# 珠市彝族乡
珠市彝族乡是中华人民共和国贵州省毕节市赫章县下辖的一个民族乡。

## 行政区划
珠市彝族乡下辖以下村级行政区划单位：
珠市村、青杠村、文渊村、核桃村、光明村、韭菜坪村、以那村、兴营村、街上村、上寨村、德块村、高原村、陆坪村、团结村、七一村、矿山村、兴山村和汞山村。